# 艾伦·柳
艾倫·柳（英語：Aaron Yoo，1979年5月12日—）是一名韓裔美國演員。賓夕法尼亞大學畢業。著名演出作品有有2007年恐怖社區和2008年的決勝21點。